# Synaphobranchus affinis
Espèce
Statut de conservation UICN

 LC  : Préoccupation mineure
Synaphobranchus affinis est une espèce de poissons téléostéens serpentiformes.